# Nádory štítné žlázy
I když patří maligní nádory štítné žlázy mezi vzácnější nádory a představují jen 0,5 – 1 % všech nádorových onemocnění, jde o jednu z nejčastějších endokrinologických malignit. Incidence se pohybuje mezi 36-60 případy na milión obyvatel za rok, od poloviny 20. století však narůstá. V současnosti se v ČR objeví ročně kolem 400 nových onemocnění. Přestože jde o poměrně vzácnou chorobu, při podrobném zkoumání štítných žláz mrtvých lze malé a klinicky se neprojevující karcinomy, tzv. mikrokarcinomy, prokázat až u 10% populace.

## Vznik nádorů
Při vzniku nádorů štítné žlázy se uplatňuje celá řada rizikových faktorů:
- radioaktivní záření (např. u japonských dětí vzrostl výskyt rakoviny štítné žlázy po katastrofě ve Fukušimě desetinásobně)[2][3]
- dědičné poruchy a genetické syndromy
- odstranění štítné žlázy pro jiné onemocnění
- nedostatek jódu
- autoimunitní choroby štítné žlázy

## Typy nádorů štítné žlázy
| Velikost tumoru              | Velikost tumoru                         |
| ---------------------------- | --------------------------------------- |
| TX                           | nelze hodnotit                          |
| T0                           | nenalezen                               |
| T1                           | menší než 2cm                           |
| T2                           | menší než 4cm.                          |
| T3                           | nad 4cm nebo minimální šíření mimo š.ž. |
| T4                           | prorůstá mimo š.ž.                      |
| Postižení lymfatických uzlin |                                         |
| NX                           | nelze hodnotit                          |
| N0                           | bez nálezu                              |
| N1                           | s nálezem                               |
| N1a                          | pouze blízké uzliny na straně nádoru    |
| N1b                          | nález na druhé straně nebo vzdálenější  |
| Vzdálené metastázy           |                                         |
| MX                           | nelze určit                             |
| M0                           | nejsou přítomné                         |
| M1                           | jsou přítomné                           |

### Benigní nádory
Nejčastějším typem benigních nádorů štítné žlázy jsou z epitelu vycházející adenomy (adenom štítné žlázy). Existuje několik histologických podtypů, z nichž některé mohou produkovat hormony štítné žlázy a benigní nádor se projeví tyreotoxikózou – potom hovoříme o toxickém adenomu. Samotná hranice mezi benigními a maligními nádory však není zcela zřetelná.

### Maligní nádory
Drtivá většina maligních nádorů štítné žlázy představuje nádory epiteliální (karcinomy), ve štítné žláze však může vzniknout i lymfom a štítná žláza se může stát cílem pro metastázy jiných nádorů. Základní dělení maligních nádorů štítné žlázy je:
- karcinomy
  - folikulární karcinom
  - papilární karcinom
  - anaplastický karcinom
  - medulární karcinom
  - vzácné typy (smíšený karcinom, sarkomy, SETTLE, CASTLE,…)
- lymfomy
- sekundární nádory

#### Folikulární karcinom
Folikulární karcinom štítné žlázy může vzniknout malignizací benigního folikulárního adenomu. Jeho incidence po zavedení jodace (přidávání jódu do potravin) poklesla. Folikulární karcinom postihuje jen výjimečně osoby mladší než 40 let. Již i malé tumory mohou zakládat metastázy, nejčastěji v plicích, kostech a CNS. Prognóza je méně příznivá než u papilárního karcinomu. Histologickou variantou je karcinom z oxyfilních buněk.

#### Papilární karcinom
Papilární karcinom je nejčastějším diferencovaným karcinomem štítné žlázy. Maximum výskytu je kolem 40. roku věku, ale postihuje i mladší věkové skupiny včetně dětí. Papilárním karcinomem jsou postiženy mnohem častěji ženy, představují přibližně tři čtvrtiny všech nemocných. Asi v 5 % případů je výskyt papilárního karcinomu spojen s dědičným syndromem, např. s Gardnerovým syndromem.
Histologicky se papilární karcinom poznává podle toho, že jádra nádorových buněk mají charakteristický tvar, hovoří se o matnicovitých buňkách. Podobně jako u folikulárního karcinomu je i u papilárního karcinomu jeho variantou karcinom z oxyfilních buněk.
Klinicky se papilární karcinom projeví obvykle jako uzel na štítné žláze, vzácněji může být odhalen až díky metastázám; naopak u dětí jsou mnohdy patrné metastázy prvním projevem. Mikrokarcinomy, tedy nádory menší než 1 cm, mohou být i náhodným nálezem při operaci štítné žlázy z jiného důvodu.
Papilární karcinom metastazuje především do krčních lymfatických uzlin na straně postižené nádorem i na straně opačné, dále do lymfatických uzlin v mezihrudí (mediastinu). Orgánové metastázy může zakládat především v plicích a v kostech, vzácněji i v CNS.
Prognóza papilárního karcinomu je příznivá, prognózu ještě zlepšuje nižší věk nemocného. Zajímavé je, že prognózu nemocného zlepšuje i probíhající chronický zánět. Prognosticky nepříznivými faktory jsou střední věk a mužské pohlaví. Velmi nepříznivou prognózu mají agresivně se chovající karcinomy u dětí z Černobylské oblasti.

#### Anaplastický karcinom
Anaplastický karcinom se objevuje nejčastěji ve vysokém věku. Vyskytuje se poměrně zřídka, vyšší výskyt je jen v oblastech s nedostatkem jódu. Jeho základní histologickou charakteristikou je ztráta prakticky jakékoliv podobnosti s původní tkání. Rychle roste a zakládá metastázy, prognóza je velmi nepříznivá a doba přežití dosahuje jen několika měsíců.

#### Medulární karcinom
Na rozdíl od folikulárního a papilárního karcinomu nevzniká medulární karcinom z buněk folikulů, ale z buněk parafolikulárních. Parafolikulární buňky se nepodílejí na metabolismu jódu, jejich úkolem je regulace metabolismu vápníku prostřednictvím hormonu zvaného kalcitonin. Medulární karcinom představuje 5-10% všech karcinomů štítné žlázy. Jeho výskyt může být sporadický, ve 20-25 % je však dědičný; může být spojen s některými dědičnými syndromy, např. se syndromem MEN II (mnohočetné endokrinní neoplazie). Poměrně brzy a poměrně často metastazuje medulární karcinom do jater.

#### Lymfomy
Lymfomy vzniklá ve štítné žláze se ve svém průběhu nijak neliší od lymfomů vzniklých na jiných místech těla. Nejčastěji se objevuje B lymfom u žen s dlouhodobě probíhajícím autoimunitním zánětem štítné žlázy.

#### Sekundární nádory
Štítná žláza může být, tak jako prakticky každý orgán, cílem metastáz nádorů z jiných orgánů. Nejčastěji do štítné žlázy metastazují karcinom ledviny, bronchogenní karcinom, karcinom prsu, melanoblastom a lymfomy.

## Klinické projevy
Nádor štítné žlázy se může projevit čtyřmi typickými klinickými obrazy

### Lokálně rostoucí uzel
V tomto případě nemusí mít pacient žádné obtíže, pouze je v jeho štítné žláze prokázaný uzel, tedy ložisko palpačně tužší nebo na ultrazvuku odlišné tkáně. Protože příčinou uzlu může být mnoho nemaligních stavů, je nutné vždy ověřit nález biopticky.

### Lokální uzlinový syndrom
Lokální uzlinový syndrom je způsoben zduřením spádových lymfatických uzlin, nejčastěji uzlin krčních. Protože tyto uzliny obsahují nádorové buňky, je v terapii indikováno jejich odstranění.

### Vzdálené metastázy
Prvním nálezem může být až nález metastáz. Nejčastěji se jedná o nález plicních metastáz při náhodném snímku hrudníku. Metastáza do kosti může dlouho unikat pozornosti a projevit se až patologickou zlomeninou, tedy zlomením metastázou poškozené kosti v neobvyklém místě. Vzácně mohou být prvním projevem i mozkové metastázy.

### Mikrokarcinom
Mikrokarcinom, nebo též minimální karcinom, je malý nádor obvykle do 1 cm (podle novější klasifikace až do 2 cm), mnohdy se diagnostikuje zcela náhodně. Jeho biologické chování je natolik klidné, že se mnohdy ani nedoporučuje terapie a pacient se pouze sleduje.

## Terapie
V terapii nádorů štítné žlázy je k dispozici několik postupů:
- chirurgické odstranění štítné žlázy
- podávání radiojódu 131I- podle rozsahu 3,7-7,4 GBq

V rámci chirurgické terapie se nejčastěji používá totální thyroidektomie (TTE), tedy mezi odstraněním celé štítné žlázy. Výkon však může být zatížen komplikacemi, nejčastější z nich je obrna vratného nervu a tím poškození hlasu; postiženo je 2,5 – 15 % operovaných.
Alternativou u nádorů, které jsou schopny akumulovat jód, že podání smíšeného β a γ zářiče 131I. Radiojód se selektivně akumuluje v buňkách štítné žlázy a v nádorových buňkách, poškození jiných tkání je minimální. Terapii radiojódem nelze nikdy použít u medulárního karcinomu, protože jeho buňky nevycházejí z tkáně schopné akumulovat jód.

## Prognóza
Na rozdíl od zvyklostí v onkologii se u nádorů štítné žlázy nehodnotí přežití nemocných po 5 letech ale až po 20 nebo více letech. Důvodem je, že u nádorů štítné žlázy může docházet k recidivám i po řadě let. Prognostické faktory se liší typ od typu nádoru, prognosticky příznivým faktorem je však vždy schopnost nádoru akumulovat jód.
Podle agresivity lze nádory seřadit v pořadí papilární karcinom jako biologicky nejpříznivější, folikulární karcinom, medulární karcinom a vysoce maligní anaplastický karcinom.
Prognózu obecně zhoršuje velikost a rozrůstání nádoru, rozsah T4 je spojen se špatnou prognózou, přítomnost a rozsah metastáz v lymfatických uzlinách, N1a je spojeno ještě s dobrou prognózou, N1b má už prognózu horší. Prognózu zhoršuje i přítomnost orgánových metastáz (M1).
Naopak velmi příznivou prognózu má mikrokarcinom – stádium T1N0M0 obvykle není nutno léčit a postačuje pouhé sledování nemocného.